# Ligne Sangū
La ligne Sangū (参宮線, Sangū-sen) est une ligne ferroviaire de la préfecture de Mie au Japon. Elle relie la gare de Taki à celle de Toba. La ligne est exploitée par la Central Japan Railway Company (JR Central).

## Histoire
La ligne ouvre le 12 décembre 1893 entre Tsu (aujourd'hui sur la ligne principale Kisei) et Miyagawa. Elle est alors exploitée par le Chemin de fer Sangū (参宮鉄道, Sangū Tetsudō). La ligne est prolongée à Yamada (aujourd'hui Iseshi) en 1897.
En 1907, la ligne est nationalisée.
En 1911, la ligne est prolongée à Toba, son terminus actuel.
La gare d'Ikenoura Seaside est fermée le 14 mars 2020.

## Liste des gares

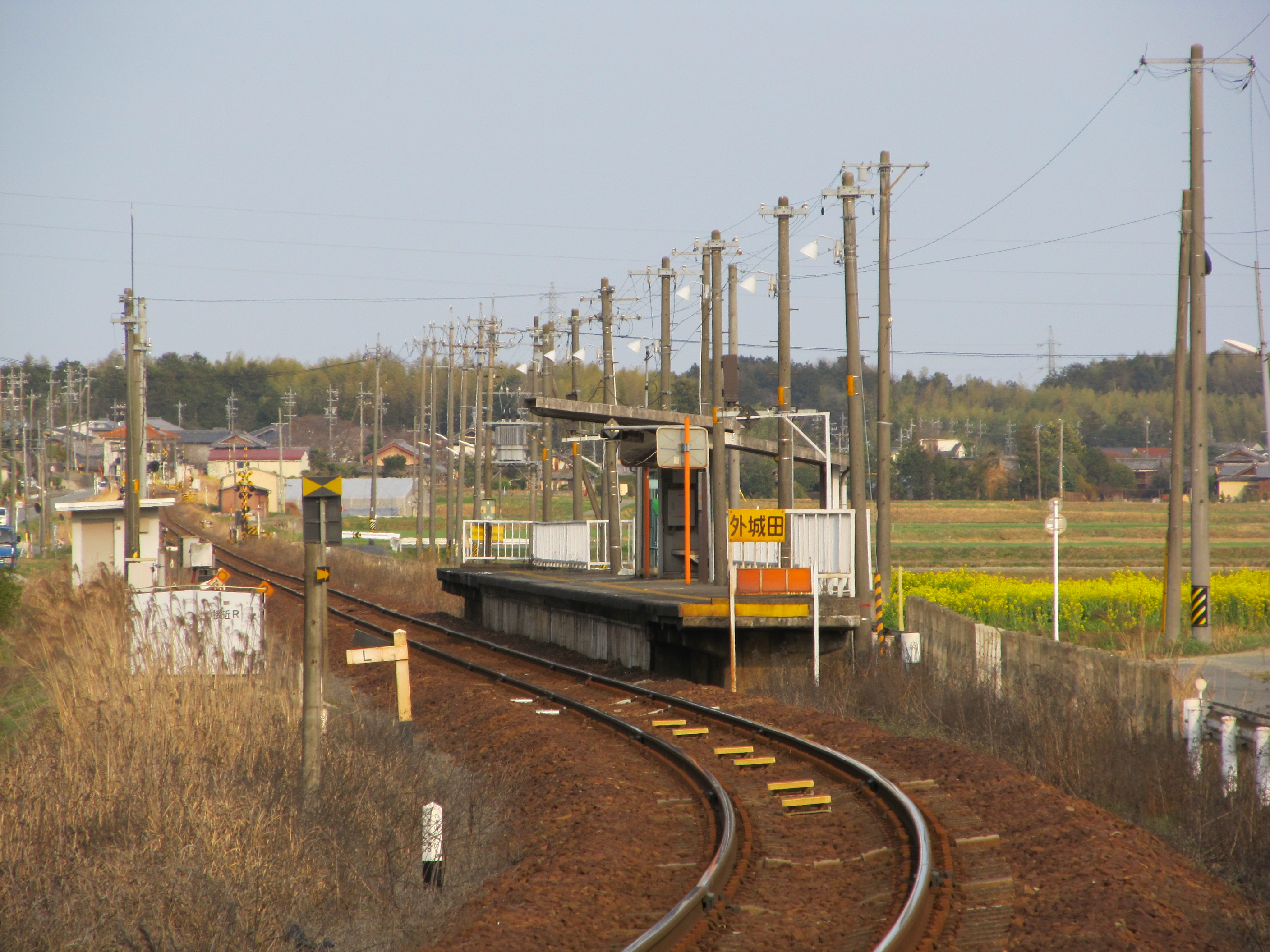
La ligne à Tokida

La ligne Sangū comporte 10 gares.
| Gare             | Nom japonais | Distance depuis Taki (km) | Correspondances                     | Ville  |
| ---------------- | ------------ | ------------------------- | ----------------------------------- | ------ |
| Taki             | 多気         | 0                         | JR Central : Kisei (interconnexion) | Taki   |
| Tokida           | 外城田       | 3,3                       |                                     | Taki   |
| Tamaru (ja)      | 田丸         | 7,0                       |                                     | Tamaki |
| Miyagawa         | 宮川         | 11,0                      |                                     | Ise    |
| Yamada-Kamiguchi | 山田上口     | 13,2                      |                                     | Ise    |
| Iseshi           | 伊勢市       | 15,0                      | Kintetsu : Yamada                   | Ise    |
| Isuzugaoka       | 五十鈴ヶ丘   | 17,9                      |                                     | Ise    |
| Futaminoura      | 二見浦       | 21,4                      |                                     | Ise    |
| Matsushita       | 松下         | 23,7                      |                                     | Ise    |
| Toba             | 鳥羽         | 29,1                      | Kintetsu : Toba, Shima              | Toba   |